# Fatsani: A Tale of Survival
Fatsani: A Tale of Survival és una pel·lícula dramàtica de Malawi, de l'any 2020, dirigida per Gift Sukez Sukali. Segueix la vida d'una jove Fatsani que es veu obligada a vendre plàtans als carrers després que la seva escola es tanqui per problemes de sanejament. Va ser seleccionada com a proposta de Malawi a la millor pel·lícula internacional als 94è Premis de l'Acadèmia.
Va tenir una rebuda mixta, amb algunes crítiques a la qualitat de la producció, i qüestionant l'execució del guió per part d'alguns actors i la coherència de la història.

## Repartiment
El principal repartiment de la pel·lícula és el següent:
- Kelvin Maxwell Ngoma com a Lipenga
- Edwin Chonde com el Sr. Mussa
- Hannah Sukali com Fatsani
- Patrick Mhango com el Sr. Pilato Chipwanya